# Comuna Strilțivka, Milove
Strilțivka (în ucraineană Стрільцівка) este o comună în raionul Milove, regiunea Luhansk, Ucraina, formată din satele Kalmîkivka, Novomîkilske și Strilțivka (reședința).

## Demografie
Componența lingvistică a comunei Strilțivka
     Ucraineană (91,52%)
     Rusă (8,3%)
     Alte limbi (0,12%)
Conform recensământului din 2001, majoritatea populației comunei Strilțivka era vorbitoare de ucraineană (91,52%), existând în minoritate și vorbitori de rusă (8,3%).